# Горбань, Александр Николаевич (учёный)
Александр Николаевич Горбань (19 сентября 1934, село Ключёвка, Беляевский район, РСФСР, СССР — 25 сентября 2017,
Запорожье, Украина) — советский и украинский физик, советник ректора Классического приватного университета, доктор физико-математических наук, профессор.

## Биография
Родился 19 сентября 1934 года в селе Ключёвка Беляевского района Оренбургской области.
В 1956 году окончил Томский политехнический по специальности «Технология неорганических соединений». С 1961 — доцент, заведующий кафедры физики и кафедры полупроводниковых приборов Запорожского машиностроительного института им. В.Чубаря. В 1960 году защитил кандидатскую диссертацию по физико-математических наук «О физико-химической природе кандолюминесценции», а в 1969 — докторскую диссертацию по физико-математических наук «Радикалолюминесценция». В 1963 году присвоено учёное звание доцента, а в 1972 — профессора. Открыл явление радикалолюминесценции твёрдых тел. С 1989 года по 1994 год Александр Николаевич был депутатом Запорожского городского совета. В 1993 году Горбань А. Н. избран академиком общественной организации «Академия наук высшей школы Украины».
Умер в Запорожье 25 сентября 2017 года.

## Научная деятельность
Александр Николаевич стал научным руководителем для восемнадцати кандидатов наук и одного доктора наук. Автор 298 публикаций, двух монографий, трех учебных пособий, среди которых «Люминесценция и адсорбция» (1969), «Основы теории систем и системного анализа» (2004), «Системный анализ и проектирование компьютерных информационных систем» (2005).
Был членом научно-методического совета Минвуза СССР, руководителем аспирантуры и докторантуры, членом специализированных советов. Главный редактор научного журнала «Сложные системы и процессы», член редакционных коллегий научного вестника «Новые технологии» и журнала «Радиотехника». Электроника. Информатика", а также заместитель главного редактора научного сборника «Наука и высшее образование».

## Награды
Награждён четырьмя медалями: «В ознаменование 100-летия со дня рождения В. И. Ленина» (1970 г.); «За трудовую доблесть» (1981 г.). «Ветеран труда» (1984 г.), знаком «Высшая школа СССР. За отличные успехи в работе» (1985). Отличник образования Украины (1995). Имеет 4 награды Украинской Православной Церкви, орден «За заслуги перед Запорожским краем» I степени.